# Dziurdziewo
Dziurdziewo – wieś w Polsce położona w województwie warmińsko-mazurskim, w powiecie nidzickim, w gminie Kozłowo.
W latach 1954–1971 wieś należała i była siedzibą gromady Dziurdziewo. W latach 1975–1998 miejscowość administracyjnie należała do województwa olsztyńskiego.